# Essex County, Vermont
Essex County är ett administrativt område i delstaten Vermont, USA. Essex är ett av fjorton countyn i staten och ligger i den nordöstra delen av Vermont. År 2010 hade Essex County 6 306 invånare. Den administrativa huvudorten (county seat) är Guildhall. 

## Geografi
Enligt United States Census Bureau har countyt en total area på 1 745 km². 1 723 km² av den arean är land och 22 km² är vatten. 

### Angränsande countyn
- Coos County, New Hampshire - öst
- Grafton County, New Hampshire - syd
- Caledonia County, Vermont - sydväst
- Orleans County, Vermont - väst
- och gränsar till Kanada i norr.